# سرخس كمبري
سرخس كمبري (الاسم العلمي: Polypodium cambricum) هو نوع نباتي يتبع جنس السرخس من فصيلة السرخسية.